# Костань (Камник)
Костань (словен. Kostanj) — поселення в общині Камник, Осреднєсловенський регіон, Словенія. Висота над рівнем моря: 537,9 м.